# Álvaro de Mendaña de Neira
Álvaro de Mendaña de Neira (ili Neyra) (Congosto, 1541. – Otoci Santa Cruz, 18. kolovoza 1595.), španjolski moreplovac. Rođen u Congostu, u Leonu, nećak Lopea Garcie de Castra, potkralja Perua. Čuven po dvama svojim otkrivačkim putovanjima u Tihom oceanu 1567. i 1595. u potrazi za legendarnim "Južnim kontinentom".
Na prvo putovanje krenuo je 1567. godine dvama brodovima iz Callaa (luke grada Lime) u Peruu i na tom je putovanju otkrio otočje Ellice i 1568. godine otočje Solomon. Tu se zadržao 6 mjeseci tražeći zlato i bisere, "ali su našli samo podmukle ljudoždere". Potom je nastavio do Maršalovih otoka, plovio na istok preko Tihog oceana i stigao do 30° sjeverne širine, dodirnuo obalu Kalifornije i zatim otplovio uz obalu natrag do Lime.
Na drugo je putovanje (s de Quirósom) krenuo četirima brodovima dvadeset i osam godina kasnije, 1595. godine, također iz Perua, namjeravajući kolonizirati Solomonsko otočje (jer je uporno vjerovao da moraju postojati bogati krajevi negdje u tom području). Zbog namjere osnivanja kolonije, na brodu su im bile i žene. Tijekom plovidbe otkrio je 1595. godine Markižansko otočje. U nastavku putovanja na brodu je izbila pobuna, pa se jedan brod odmetnuo. Nakon toga našli su skupinu otoka Santa Cruz na sjevernom kraju Novih Hebrida, ali se u to vrijeme ekspedicija raspala. Mendaña je umro, a naslijedila ga je njegova udovica, koju su nazivali Gospodaricom. U očajanju su krenuli prema Manili. Nestašica hrane i vode otežavala im je život, ali su još više patili pod zapovjedništvom Gospodarice, koja je svoju privatnu zalihu vina i ulja odbijala dijeliti s drugima, a odjeću je prala u toliko dragocjenoj vodi za piće. (Drugi zapovjednik, de Quiros, rekao joj je: "Vi perete svoju odjeću njihovim životom.") Do Manile je stigao samo neznatan ostatak od 370 ljudi, koliko ih je bilo na početku.